# Armascirus cerrus
Armascirus cerrus är en spindeldjursart som beskrevs av Kalutz 2009. Armascirus cerrus ingår i släktet Armascirus och familjen Cunaxidae. Inga underarter finns listade i Catalogue of Life.